# Club de Deportes Cobreloa
Il Club de Deportes Cobreloa è una società calcistica cilena, con sede a Calama. Milita nella Primera División (Cile), la massima serie del calcio cileno.

## Storia
Fondato nel 1948, il Cobreloa ha come principale colore sociale l'arancione, mentre la seconda divisa è di colore bianco.
Il club ha vinto otto titoli nazionali e una Coppa del Cile, disputando inoltre due finali di Coppa Libertadores consecutive nel 1981 e nel 1982.

## Rosa 2021
| N. |                      | Ruolo | Calciatore          |
| -- | -------------------- | ----- | ------------------- |
| 1  | Argentina (bandiera) | P     | Maximiliano Velazco |
| 2  | Cile (bandiera)      | D     | Matías González     |
| 3  | Cile (bandiera)      | D     | Ignacio Carrasco    |
| 4  | Cile (bandiera)      | C     | Kevin Mundaca       |
| 5  | Uruguay (bandiera)   | D     | Sebastián Ramírez   |
| 6  | Uruguay (bandiera)   | C     | Guillermo Firpo     |
| 7  | Cile (bandiera)      | D     | Michael Contreras   |
| 9  | Argentina (bandiera) | A     | Lucas Simón         |
| 10 | Cile (bandiera)      | C     | Ignacio Jara        |
| 11 | Cile (bandiera)      | C     | Fernando Barrientos |
| 12 | Cile (bandiera)      | P     | José Quezada        |
| 14 | Cile (bandiera)      | D     | Diego Soto          |
| 15 | Paraguay (bandiera)  | C     | Felipe Báez         |
| 16 | Cile (bandiera)      | D     | Esteban Flores      |
| 18 | Argentina (bandiera) | A     | Gabriel Tellas      |

| N. |                 | Ruolo | Calciatore         |
| -- | --------------- | ----- | ------------------ |
| 19 | Cile (bandiera) | C     | Matías Fernández   |
| 20 | Cile (bandiera) | A     | Nicolás Barrera    |
| 21 | Cile (bandiera) | C     | Gonzalo Pérez      |
| 22 | Cile (bandiera) | D     | Christopher Díaz   |
| 24 | Cile (bandiera) | C     | Axel Ríos          |
| 26 | Cile (bandiera) | A     | Pablo Brito        |
| 27 | Cile (bandiera) | D     | Nozomi Kimura      |
| 29 | Cile (bandiera) | C     | Juan Pablo Abarzúa |
| 33 | Cile (bandiera) | P     | Hugo Araya         |
| 35 | Cile (bandiera) | C     | Johao Caprile      |
| 36 | Cile (bandiera) | C     | Fabián Quilaleo    |
| 37 | Cile (bandiera) | A     | Bastián Valdez     |
| 38 | Cile (bandiera) | C     | Cristián Dubó      |
|    | Cile (bandiera) | D     | Matías Álvarez     |
|    | Cile (bandiera) | D     | Claudio Miranda    |

## Giocatori
- Aníbal Domeneghini
- Claudio González

## Palmarès

### Competizioni nazionali
- Campionato cileno: 8

1967, 1975, 1980, 1981, 1992, Apertura 2003, Clausura 2003, Clausura 2004
- Copa Chile: 1

1986
- Primera B: 1

2023

### Altri piazzamenti
- Campionato cileno:

Secondo posto: 1958, 1963, 1979, 1982, 1983, 1993, 2000, Apertura 2004, Clausura 2011
Terzo posto: 1996, 1999, Transición 2013
- Copa Chile:

Finalista: 1959, 1991, 1995
Semifinalista: 1960, 1979, 1980, 1997, 2008-2009, 2023
- Primera B:

Secondo posto: 2018
Terzo posto: 2015-2016, 2017
- Coppa Libertadores:

Finalista: 1981, 1982
Semifinalista: 1987